# Peyrolles-en-Provence
Pour les articles homonymes, voir Peyrolles.
Ne doit pas être confondu avec Peyrolles (Aude), Peyrolles (Gard), Pailherols, Peyroules ou Pérolles (ville de Fribourg).
Peyrolles-en-Provence (en occitan Peiròla de Provença et en provençal Peirolo de Prouvènço) est une commune française, située dans le département des Bouches-du-Rhône en région Provence-Alpes-Côte d'Azur. Ses habitants sont appelés les Peyrollais.

## Géographie

### Localisation et situation
Peyrolles en Provence se situe dans la vallée de la Durance, entre le massif du Luberon et le massif de la montagne Sainte-Victoire. La commune se situe au nord-est du département des Bouches-du-Rhône, limitrophe avec le Vaucluse.
Commune de Provence de l'aire urbaine de Marseille-Aix-en-Provence située à 17 km au nord-nord-est d'Aix-en-Provence. Elle est la ville-centre de l'unité urbaine de Peyrolles-en-Provence.

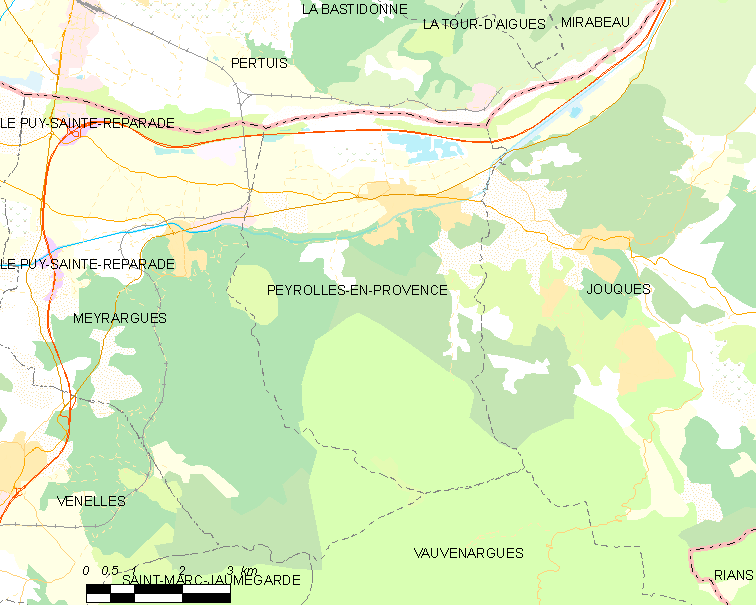
Carte de la commune de Peyrolles-en-Provence et de ses proches communes.

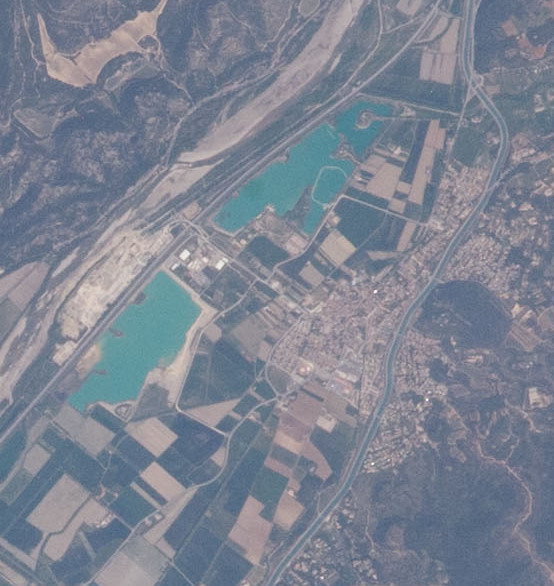
Vue aérienne de Peyrolles-en-Provence.

### Communes limitrophes
| Pertuis                     | La Tour-d'Aigues      | Saint-Paul-lez-Durance |
| Meyrargues                  | Peyrolles-en-Provence | Jouques                |
| Aix-en-Provence et Venelles | Vauvenargues          | Rians                  |

### Climat
Pour des articles plus généraux, voir Climat de Provence-Alpes-Côte d'Azur et Climat des Bouches-du-Rhône.
En 2010, le climat de la commune est de type climat méditerranéen franc, selon une étude du Centre national de la recherche scientifique s'appuyant sur une série de données couvrant la période 1971-2000. En 2020, Météo-France publie une typologie des climats de la France métropolitaine dans laquelle la commune est exposée à un climat méditerranéen et est dans la région climatique  Provence, Languedoc-Roussillon, caractérisée par une pluviométrie faible en été, un très bon ensoleillement (2 600 h/an), un été chaud (21,5 °C), un air très sec en été, sec en toutes saisons, des vents forts (fréquence de 40 à 50 % de vents > 5 m/s) et peu de brouillards.
Pour la période 1971-2000, la température annuelle moyenne est de 13,4 °C, avec une amplitude thermique annuelle de 16,5 °C. Le cumul annuel moyen de précipitations est de 661 mm, avec 5,5 jours de précipitations en janvier et 2,4 jours en juillet. Pour la période 1991-2020, la température moyenne annuelle observée sur la station météorologique installée sur la commune est de 14,1 °C et le cumul annuel moyen de précipitations est de 595,4 mm. 
La température maximale relevée sur cette station est de 44,4 °C, atteinte le 28 juin 2019 ; la température minimale est de −14,1 °C, atteinte le 12 février 2012,,.
| Mois                                  | jan.           | fév.           | mars          | avril         | mai           | juin          | jui.          | août          | sep.          | oct.          | nov.          | déc.          | année      |
| ------------------------------------- | -------------- | -------------- | ------------- | ------------- | ------------- | ------------- | ------------- | ------------- | ------------- | ------------- | ------------- | ------------- | ---------- |
| Température minimale moyenne (°C)     | 0,5            | 0,2            | 2,9           | 6             | 9,3           | 12,9          | 15,2          | 14,5          | 11,9          | 8,8           | 4,5           | 0,7           | 7,3        |
| Température moyenne (°C)              | 5,9            | 6,4            | 9,6           | 13            | 16,6          | 21            | 23,8          | 23            | 19,4          | 15,1          | 9,9           | 6             | 14,1       |
| Température maximale moyenne (°C)     | 11,3           | 12,6           | 16,3          | 20,1          | 24            | 29            | 32,4          | 31,6          | 26,9          | 21,5          | 15,4          | 11,3          | 21         |
| Record de froid (°C) date du record   | −10,1 17.01.17 | −14,1 12.02.12 | −7,7 13.03.06 | −4,5 03.04.22 | −1,2 06.05.19 | 1,5 01.06.06  | 6,8 15.07.16  | 5,6 31.08.10  | 1,7 27.09.20  | −4,1 22.10.07 | −8 17.11.07   | −11 30.12.05  | −14,1 2012 |
| Record de chaleur (°C) date du record | 20,1 10.01.15  | 23,3 27.02.19  | 26,1 30.03.12 | 29,2 10.04.11 | 34,3 23.05.07 | 44,4 28.06.19 | 38,9 31.07.18 | 41,5 23.08.23 | 35,5 04.09.23 | 32,3 08.10.23 | 23,8 14.11.23 | 21,6 30.12.21 | 44,4 2019  |
| Précipitations (mm)                   | 48,3           | 37,4           | 36,9          | 49            | 49,3          | 47,6          | 22,6          | 30,4          | 54,1          | 81            | 84,5          | 54,3          | 595,4      |

| Diagramme climatique                                  |             |             |         |           |            |              |              |              |           |             |             |
| J                                                     | F           | M           | A       | M         | J          | J            | A            | S            | O         | N           | D           |
| 11,30,548,3                                           | 12,60,237,4 | 16,32,936,9 | 20,1649 | 249,349,3 | 2912,947,6 | 32,415,222,6 | 31,614,530,4 | 26,911,954,1 | 21,58,881 | 15,44,584,5 | 11,30,754,3 |
| Moyennes : • Temp. maxi et mini °C • Précipitation mm |             |             |         |           |            |              |              |              |           |             |             |

Les paramètres climatiques de la commune ont été estimés pour le milieu du siècle (2041-2070) selon différents scénarios d'émission de gaz à effet de serre à partir des nouvelles projections climatiques de référence DRIAS-2020. Ils sont consultables sur un site dédié publié par Météo-France en novembre 2022.

## Urbanisme

### Typologie
Au 1er janvier 2024, Peyrolles-en-Provence est catégorisée petite ville, selon la nouvelle grille communale de densité à 7 niveaux définie par l'Insee en 2022.
Elle appartient à l'unité urbaine de Peyrolles-en-Provence, une agglomération intra-départementale dont elle est ville-centre,. Par ailleurs la commune fait partie de l'aire d'attraction de Marseille - Aix-en-Provence, dont elle est une commune de la couronne,. Cette aire, qui regroupe 115 communes, est catégorisée dans les aires de 700 000 habitants ou plus (hors Paris),.

### Occupation des sols
L'occupation des sols de la commune, telle qu'elle ressort de la base de données européenne d’occupation biophysique des sols Corine Land Cover (CLC), est marquée par l'importance des forêts et milieux semi-naturels (65,9 % en 2018), en diminution par rapport à 1990 (69,6 %). La répartition détaillée en 2018 est la suivante : 
forêts (60,6 %), terres arables (14,8 %), zones agricoles hétérogènes (7,3 %), zones urbanisées (5 %), milieux à végétation arbustive et/ou herbacée (4,2 %), espaces verts artificialisés, non agricoles (2,6 %), eaux continentales (2,6 %), mines, décharges et chantiers (1,5 %), espaces ouverts, sans ou avec peu de végétation (1,1 %), zones industrielles ou commerciales et réseaux de communication (0,2 %). L'évolution de l’occupation des sols de la commune et de ses infrastructures peut être observée sur les différentes représentations cartographiques du territoire : la carte de Cassini (XVIIIe siècle), la carte d'état-major (1820-1866) et les cartes ou photos aériennes de l'IGN pour la période actuelle (1950 à aujourd'hui).

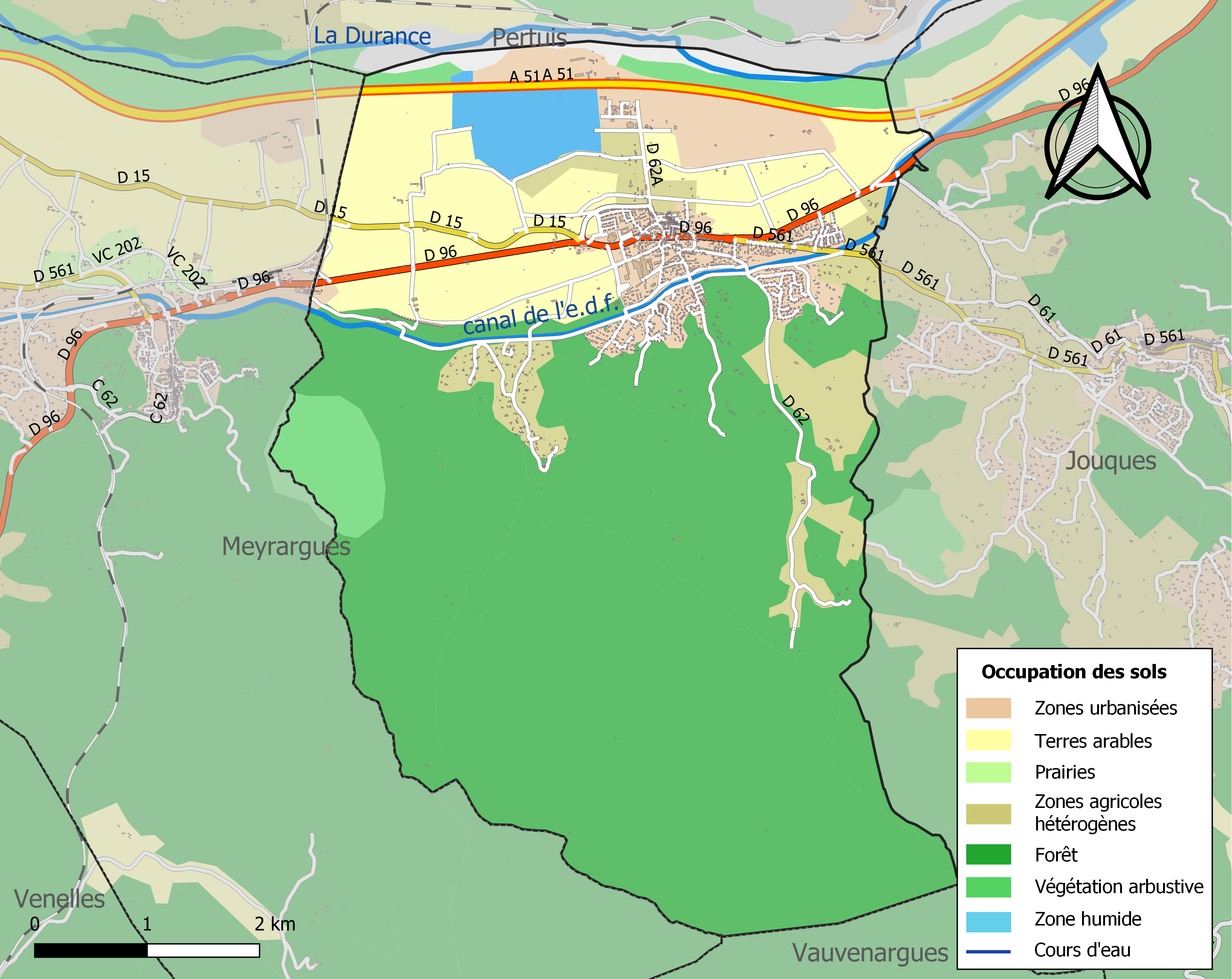
Carte des infrastructures et de l'occupation des sols de la commune en 2018 (CLC).

## Toponymie
Le nom de la commune en langue d'oc (et plus particulièrement, dans ce cas, en provençal) est Peiròla de Provença (selon la norme classique de l'occitan) et (Peirolo de Prouvènço selon la norme mistralienne).

## Histoire

### Moyen Âge
La terre et seigneurie de Peyrolles, "castrum et villa de Petrolis", est achetée à Gui de Cavaillon par l'archevêque que d'Aix Gui de Fos le 29 juin 1211, pour 36 500 sous colonats. Peyrolles entre ainsi dans les biens de l'Église d'Aix. Les Archevêques d'Aix successifs en sont les seigneurs.
Un bac permettant de traverser la Durance est attesté en 1364.
La mort de la reine Jeanne Ire ouvre une crise de succession à la tête du comté de Provence, les villes de l’Union d'Aix (1382-1387) soutenant Charles de Duras contre Louis Ier d'Anjou. Le roi de France, Charles VI, intervient et envoie le sénéchal de Beaucaire, Enguerrand d'Eudin, qui fait la conquête de Peyrolles à l’été 1383. Lorsque Louis Ier meurt et que sa veuve, Marie de Blois, arrive en Provence pour défendre les droits de son fils Louis II, elle réclame que le sénéchal lui cède la ville, ce qu’il refuse par instruction du roi de France.
Après la guerre de Cent Ans et une fois la sécurité revenue, de 1442 à 1471, plusieurs familles venues de Sausses s'installent à Peyrolles afin de repeupler la communauté.
Le roi René s'entend avec l'archevêque Olivier de Pennart pour échanger Peyrolles contre Graveson, Aups et Fabrègues (aujourd'hui dans la commune d'Aups) par un acte du 18 novembre 1475. Aups sera repris le 25 novembre 1475, en échange du Grand Clos à Aix.

## Politique et administration

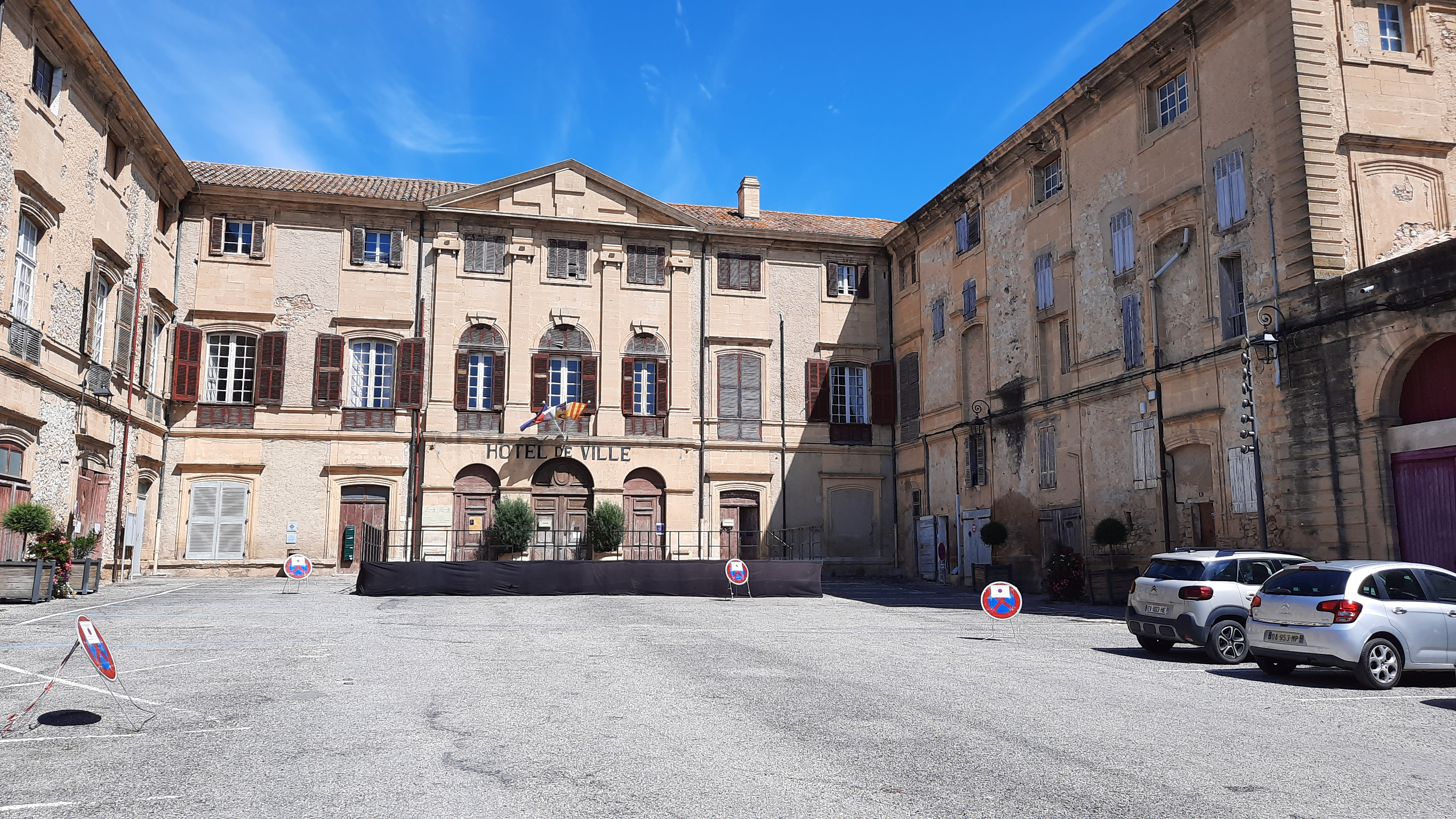
Mairie de Peyrolles-en-Provence.

### Administration municipale
Le nombre d'habitants au recensement de 2011 étant compris entre 3 500 et 4 999, le nombre de membres du conseil municipal pour l'élection de 2014 est de vingt sept,

### Fiscalité
| Taxe                                                | Part communale | Part intercommunale | Part départementale | Part régionale |
| --------------------------------------------------- | -------------- | ------------------- | ------------------- | -------------- |
| Taxe d'habitation (TH)                              | 13,06 %        | 0,00 %              | 9,19 %              | 0,00 %         |
| Taxe foncière sur les propriétés bâties (TFPB)      | 14,39 %        | 0,00 %              | 10,85 %             | 2,36 %         |
| Taxe foncière sur les propriétés non bâties (TFPNB) | 37,25 %        | 0,00 %              | 9,80 %              | 8,85 %         |
| Taxe professionnelle (TP)                           | 0,00 %         | 19,00 %             | 7,08 %              | 3,84 %         |

La part régionale de la taxe d'habitation n'est pas applicable.
La taxe professionnelle est remplacée en 2010 par la cotisation foncière des entreprises (CFE) portant sur la valeur locative des biens immobiliers et par la contribution sur la valeur ajoutée des entreprises (CVAE) (les deux formant la contribution économique territoriale (CET) qui est un impôt local instauré par la loi de finances pour 2010).

## Population et société

### Démographie
L'évolution du nombre d'habitants est connue à travers les recensements de la population effectués dans la commune depuis 1793. Pour les communes de moins de 10 000 habitants, une enquête de recensement portant sur toute la population est réalisée tous les cinq ans, les populations de référence des années intermédiaires étant quant à elles estimées par interpolation ou extrapolation. Pour la commune, le premier recensement exhaustif entrant dans le cadre du nouveau dispositif a été réalisé en 2007.

En 2022, la commune comptait 5 316 habitants, en évolution de +5,46 % par rapport à 2016 (Bouches-du-Rhône : +2,48 %, France hors Mayotte : +2,11 %).
| 1793 | 1800 | 1806 | 1821  | 1831  | 1836  | 1841  | 1846  | 1851  |
| ---- | ---- | ---- | ----- | ----- | ----- | ----- | ----- | ----- |
| 769  | 775  | 913  | 1 135 | 1 171 | 1 170 | 1 203 | 1 159 | 1 222 |

| 1856  | 1861  | 1866  | 1872  | 1876  | 1881  | 1886  | 1891 | 1896  |
| ----- | ----- | ----- | ----- | ----- | ----- | ----- | ---- | ----- |
| 1 216 | 1 260 | 1 260 | 1 255 | 1 194 | 1 040 | 1 022 | 974  | 1 005 |

| 1901 | 1906 | 1911 | 1921 | 1926 | 1931 | 1936 | 1946  | 1954  |
| ---- | ---- | ---- | ---- | ---- | ---- | ---- | ----- | ----- |
| 927  | 886  | 921  | 804  | 811  | 860  | 906  | 1 049 | 1 199 |

| 1962  | 1968  | 1975  | 1982  | 1990  | 1999  | 2006  | 2007  | 2012  |
| ----- | ----- | ----- | ----- | ----- | ----- | ----- | ----- | ----- |
| 2 003 | 2 249 | 2 297 | 2 560 | 2 918 | 3 914 | 4 240 | 4 286 | 4 751 |

| 2017  | 2022  | - | - | - | - | - | - | - |
| ----- | ----- | - | - | - | - | - | - | - |
| 5 105 | 5 316 | - | - | - | - | - | - | - |

### Manifestations culturelles et festivités
Au mois de juillet, "Les Nuits du Château" sont organisés par la commune. C'est un festival comprenant du Jazz, théâtre, danse, musique actuelle, philharmonique, classique.
Une fois par an, à Peyrolles-en-Provence, les habitants célèbrent la fête du Roy René au château. On y organise des tournois de chevaliers, de nombreux stands sont ouverts permettant de découvrir la vie de cette époque-là.

### Personnalités liées à la commune
- Esprit-Joseph Brun, architecte, dirige les travaux du château au moins à partir de 1778 ; il se marie à Peyrolles en 1760.
- Gabriel Ricard de Séalt, avocat, député du tiers aux États Généraux de 1789, premier préfet de l'Isère.
- Kleofina Pnishi (en), Miss Provence 2017 et finaliste de Miss France, a vécu dans la commune.

### Héraldique
| Blason de Peyrolles-en-Provence | Blason  | D'azur à la tour d'argent maçonnée de sable, posée sur des ondes aussi d'argent mouvant de la pointe. |
| Blason de Peyrolles-en-Provence | Détails | |

## Économie

### Population active
La population s'élevait en 2020 à 5 129 personnes (4 648 en 2009). Pour les personnes ayant entre 15 et 64 ans, en 2020, on comptait  77.7 % d'actifs dont 67.6 % ayant un emploi et 10.1 % de chômeurs (contre 7.3 % % en 2009 et 9.2 % en 2014.)
Répartition de la population active par catégories socioprofessionnelles (recensement de 2020)
|                                            | Agriculteurs exploitants | Artisans, commerçants, chefs d'entreprise | Cadres, professions intellectuelles supérieures | Professions intermédiaires | Employés | Ouvriers |
| ------------------------------------------ | ------------------------ | ----------------------------------------- | ----------------------------------------------- | -------------------------- | -------- | -------- |
| Peyrolles-en-Provence                      | 0,8 %                    | 13.0 %                                    | 10.8 %                                          | 21.4 %                     | 27.2 %   | 26.8 %   |
| Moyenne nationale en France métropolitaine | 1.3 %                    | 6.1 %                                     | 17.2 %                                          | 25.2 %                     | 27.8 %   | 21.0 %   |
| Sources des données : Insee                |                          |                                           |                                                 |                            |          |          |

### Emploi
Répartition des emplois par domaines d'activité (recensement de 2020)
|                             | Agriculture, sylviculture et pêche | Industrie | Construction | Commerce, transports, services divers | Administration publique, enseignement, santé, action sociale |
| --------------------------- | ---------------------------------- | --------- | ------------ | ------------------------------------- | ------------------------------------------------------------ |
| Peyrolles-en-Provence       | 2.2 %                              | 22.1 %    | 6.8 %        | 33.1 %                                | 35.9 %                                                       |
| Moyenne nationale           | 1.1 %                              | 12.4 %    | 6.2 %        | 48.3 %                                | 31.9 %                                                       |
| Sources des données : Insee |                                    |           |              |                                       |                                                              |

### Château de Peyrolles-en-Provenceou Château duRoy René
Ce château, mythique de la commune, attire chaque mois d'avril depuis 20 ans, des milliers de personnes grâce à la fête du Roy René. Organisée par le Comité des Fêtes de la commune, elle a rassemblé 30 000 visiteurs en 2023,,.

### Plan d'eau de Plantain et Presqu’ile de Réal Plantain
Le plan d'eau de Plantain est un coin touristique, principalement l'été, grâce à sa proximité avec la ville d'Aix-en-Provence (15km), et son accessibilité au niveau des tarifs. Ce plan d'eau a un espace de 78 hectares géré par le Pays d'Aix. Il a de nombreux atouts pour accueillir du public tout au long de l'année : une pataugeoire réservée aux enfants de moins de 6 ans, quatre aires de jeux de 600m2, et plusieurs terrains de Beach volley, de pétanque et des tables de ping-pong.
La Presqu'ile de Réal Plantain, forme, quatre hectares sur le lac de Plantain. Le site est un endroit atypique, ayant comme principale prestation, les chambres d'hôtes.

## Culture et patrimoine
- Chapelle du Saint-Sépulcre,  Classé MH (1932)[39] ;
- Oratoire Notre-Dame,  Inscrit MH (1935)[40] ;
- Chapelle Notre-Dame d'Astors,  Inscrit MH (1940)[41] ;
- Château de Peyrolles-en-Provence,  Inscrit MH (1942),  Inscrit MH (1986),  Classé MH (1991)[42] ;
- Église Saint-Pierre de Peyrolles-en-Provence,  Inscrit MH (2020)[43] ;
- Ancien canal du Verdon.

Monuments historiques de Peyrolles-en-Provence
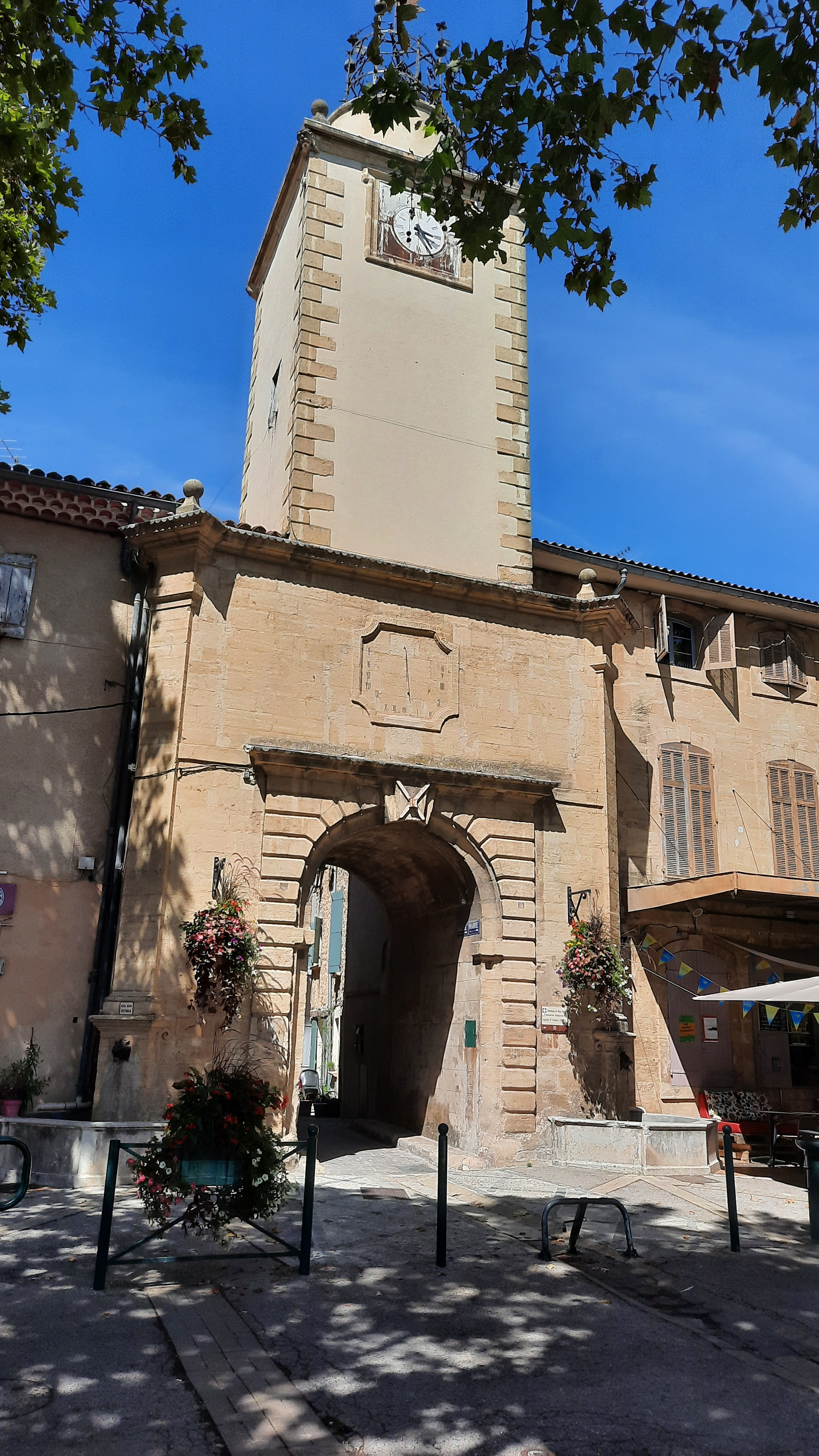
Tour de l'Horloge.
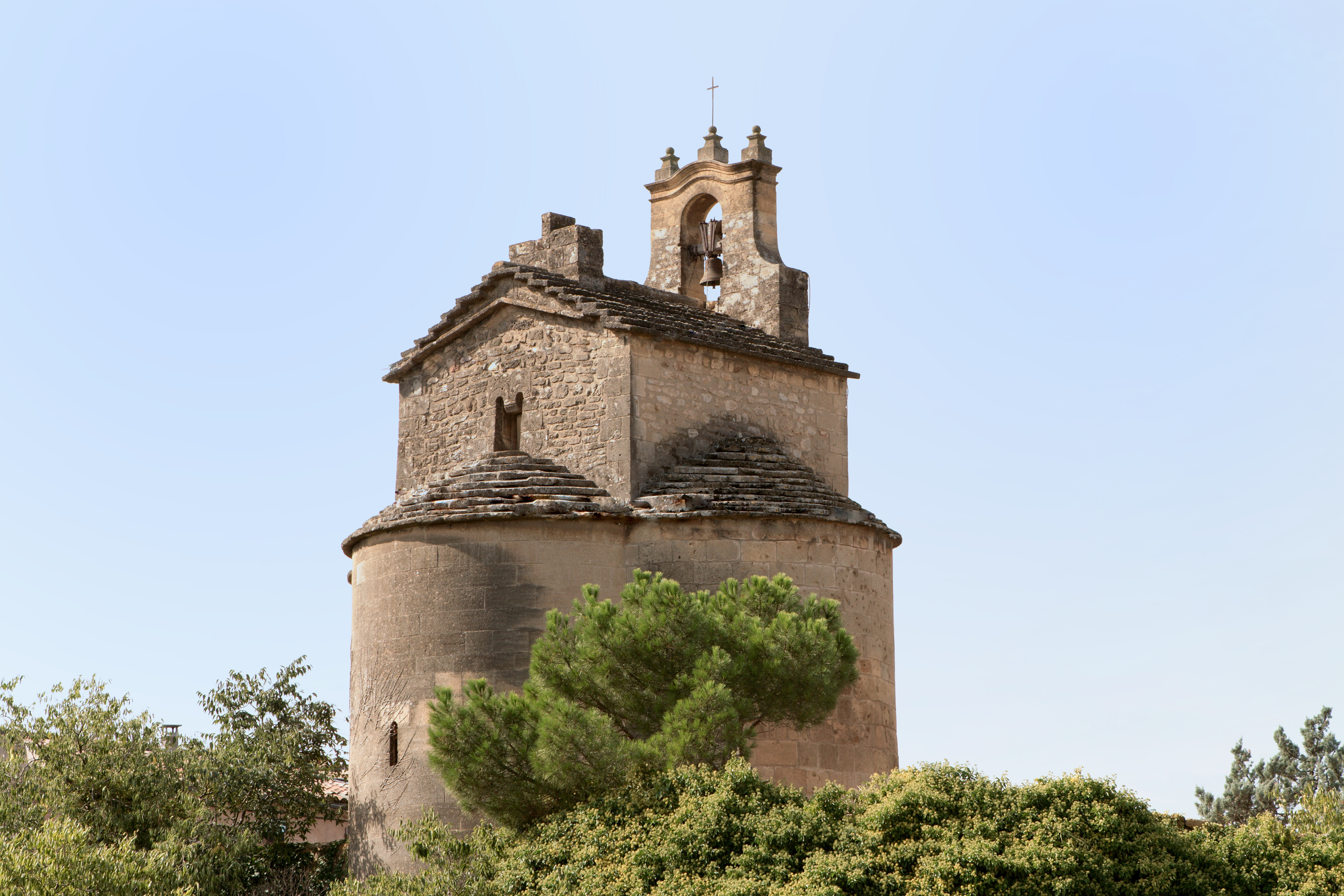
Chapelle du Saint-Sépulcre.
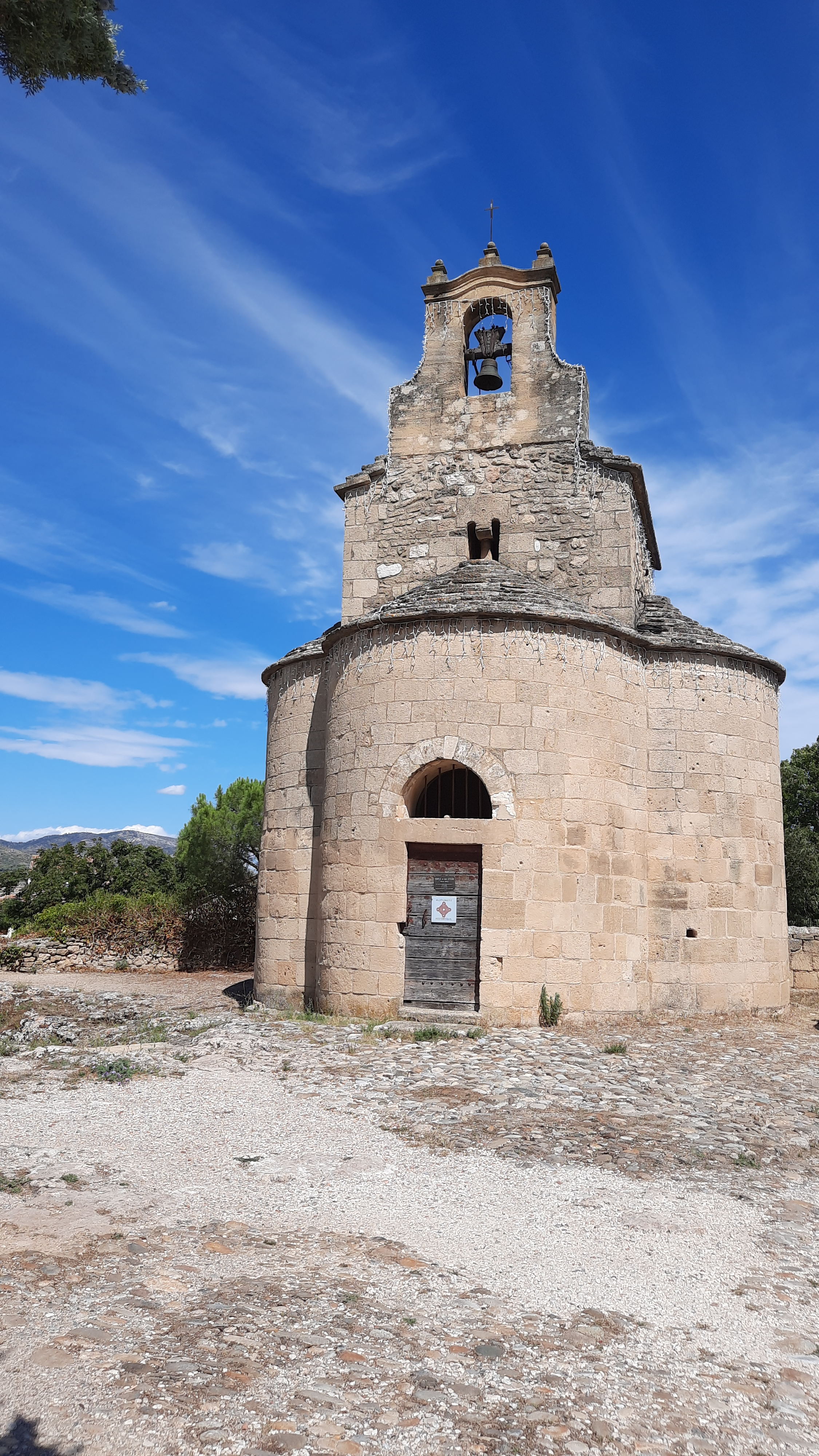
Chapelle du Saint-Sépulcre.
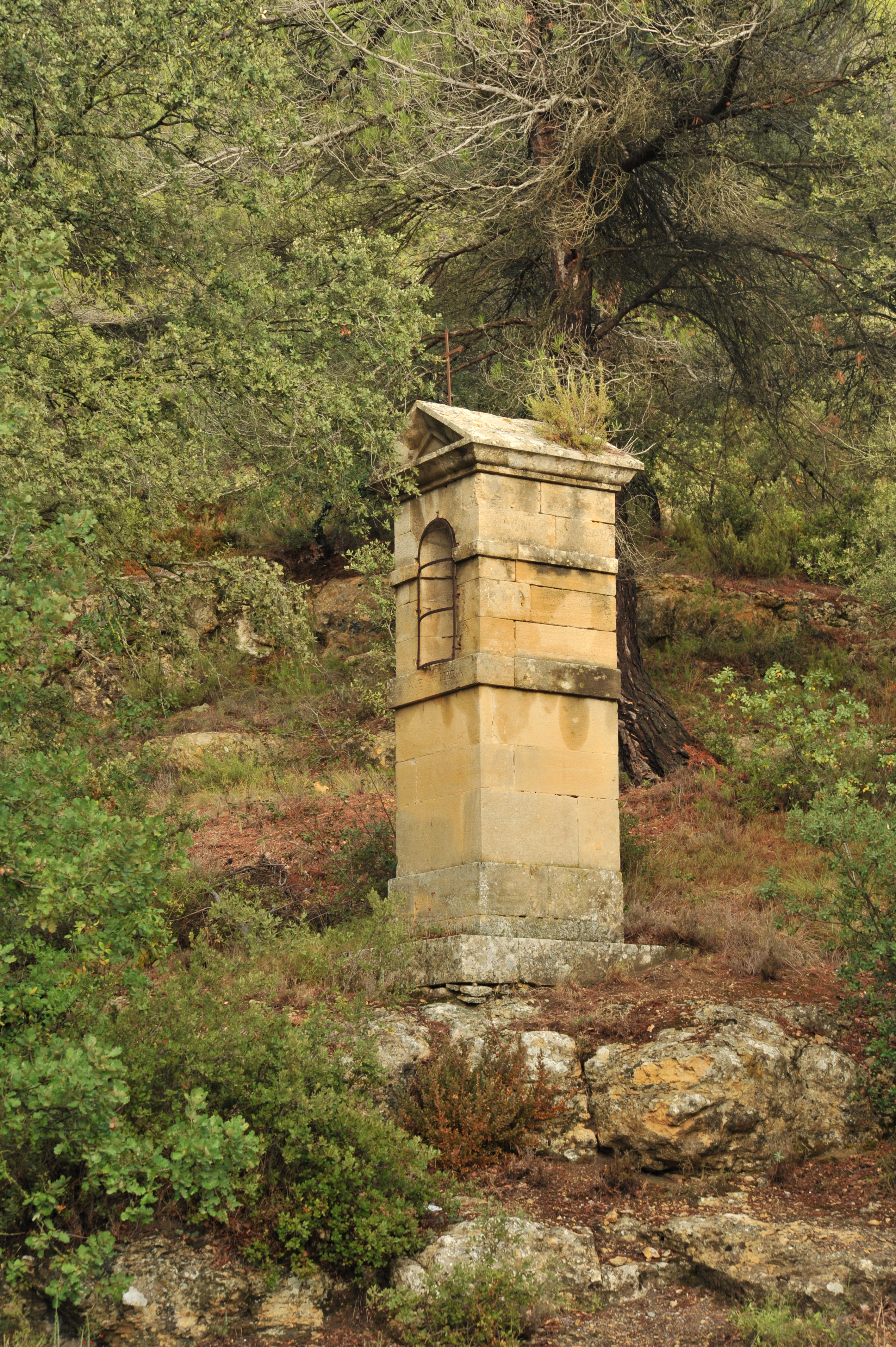
Oratoire Saint-Marc.
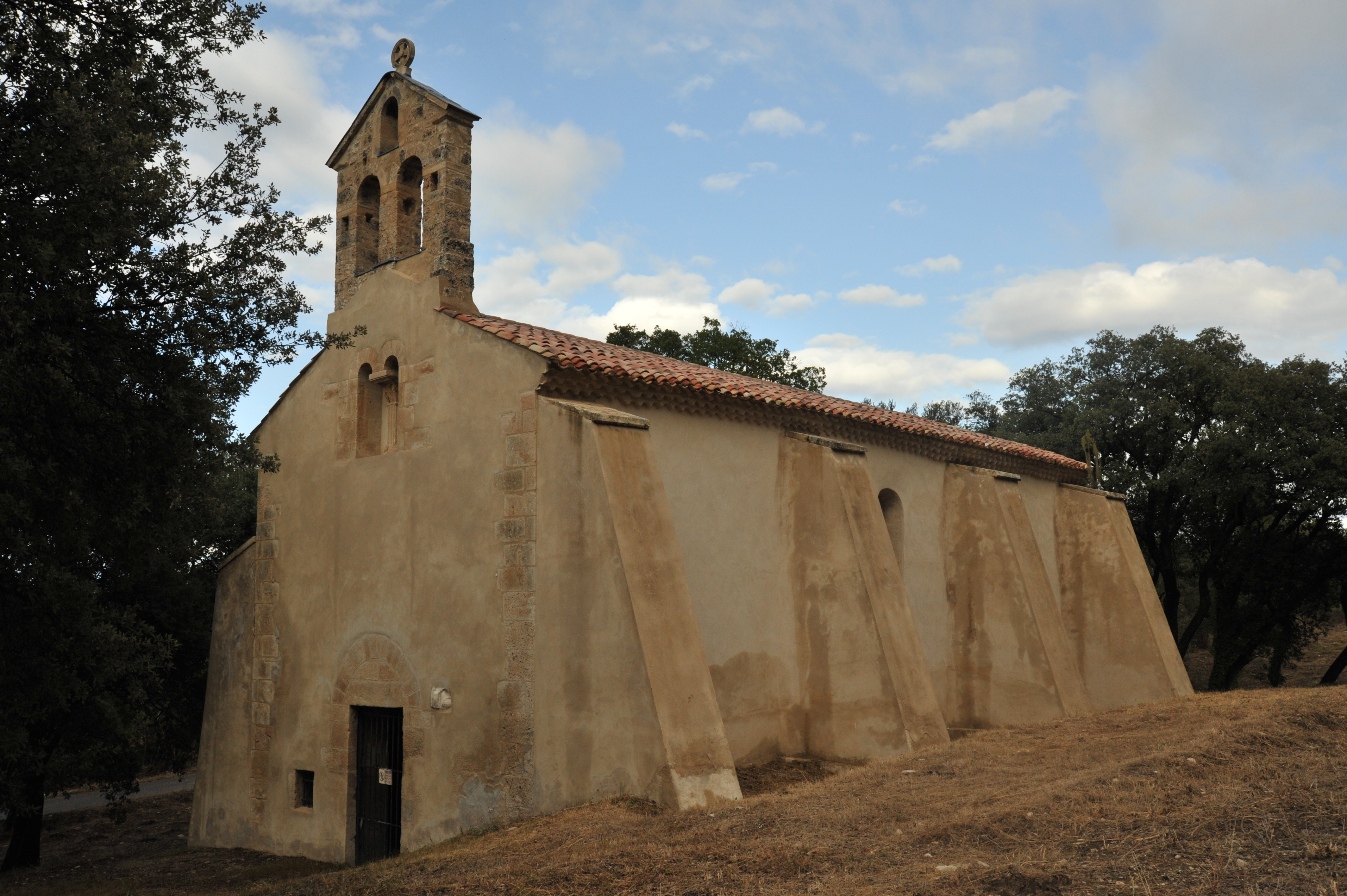
Chapelle Notre-Dame d'Astors.
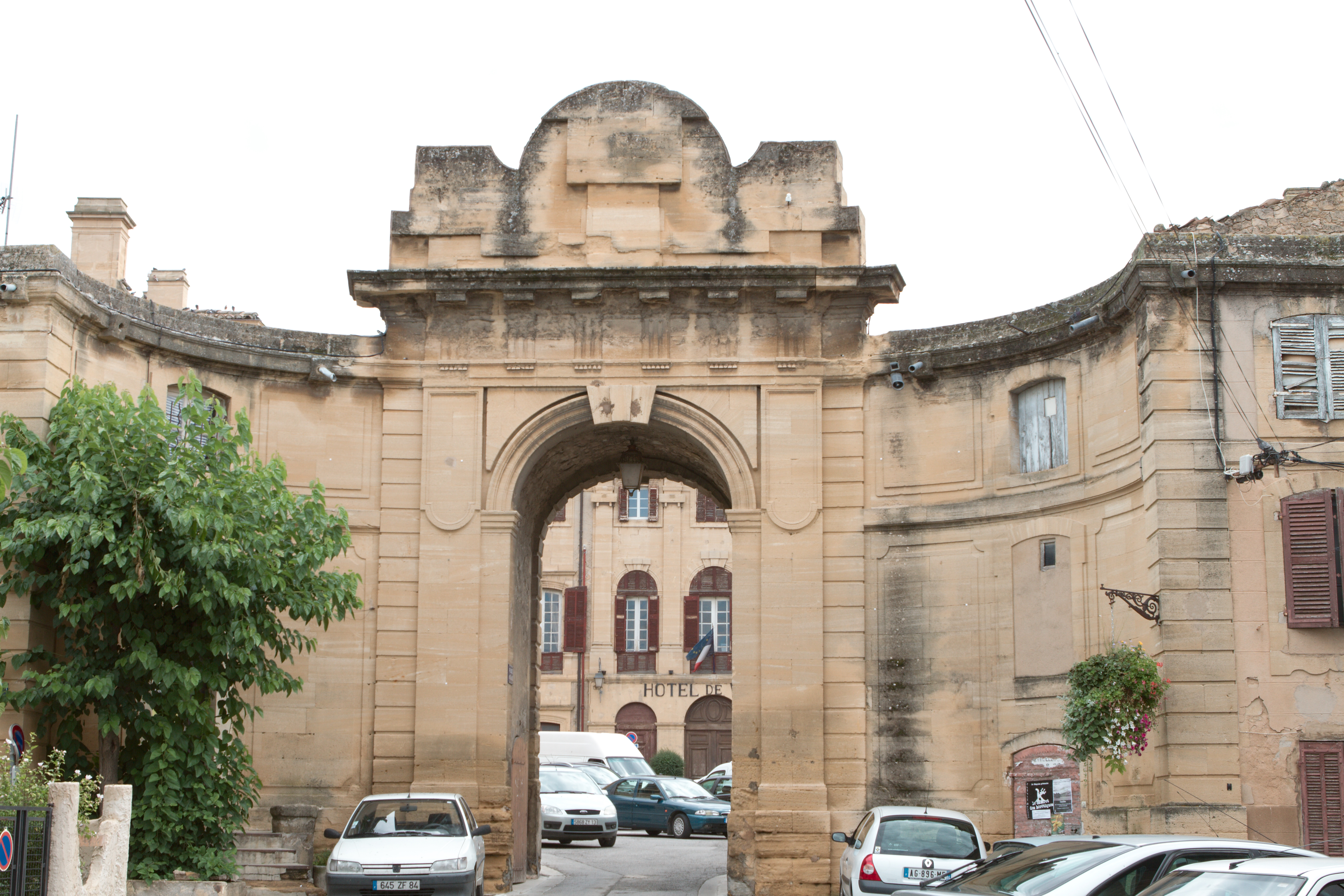
Château du Roi René (René d'Anjou), abritant la mairie.
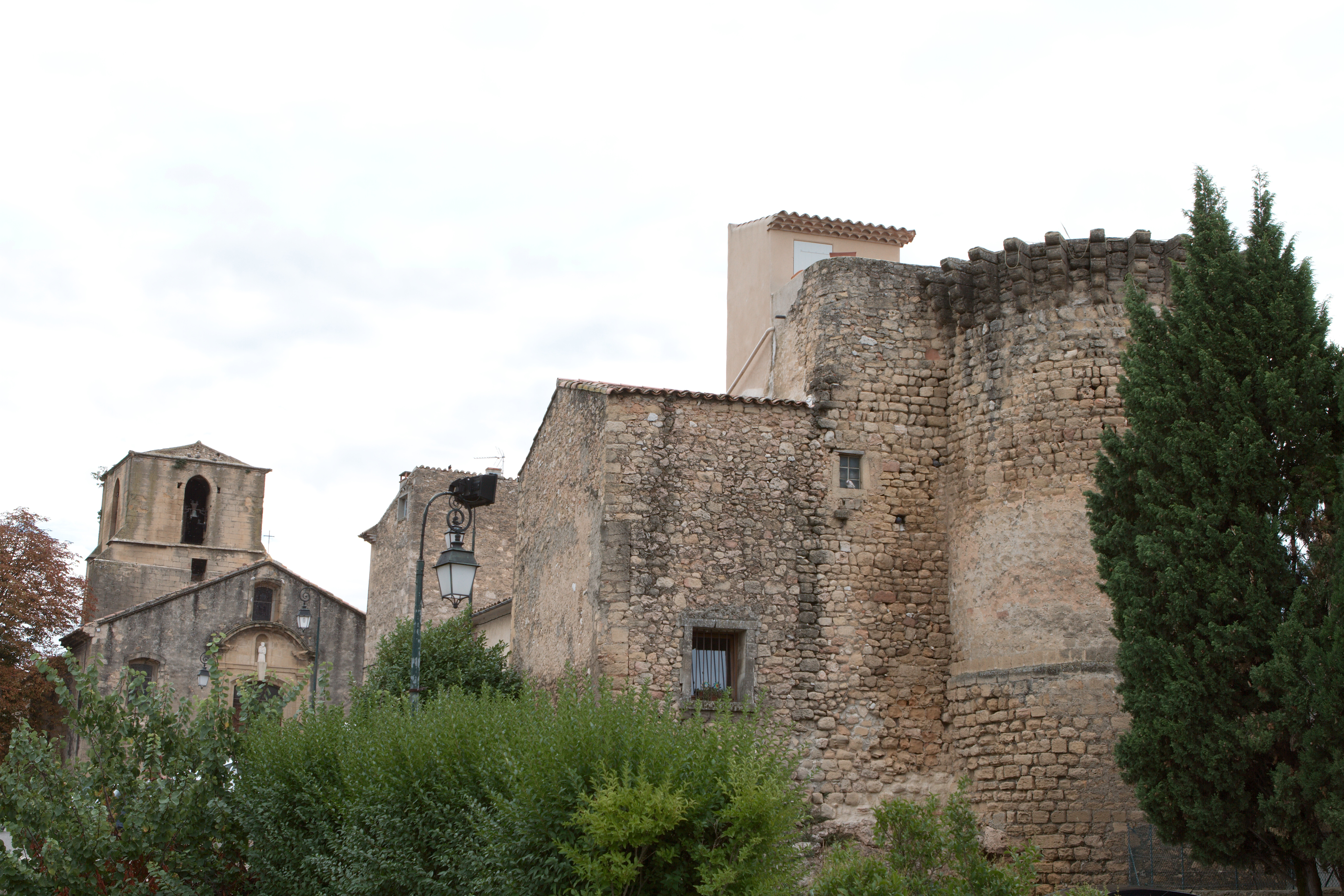
Église Saint-Pierre.